# Parafia Wniebowzięcia Najświętszej Maryi Panny w Kartuzach
Parafia Wniebowzięcia Najświętszej Maryi Panny w Kartuzach – rzymskokatolicka parafia w Kartuzach. Należy do dekanatu kartuskiego znajdującego się w diecezji pelplińskiej. Erygowana w 1862 roku.
Parafia obchodzi również odpust św. Brunona. Jej proboszczem jest ks. Piotr Krupiński.

## Zasięg parafii
Do parafii należą wierni mieszkający w Kartuzach (ulice Ceynowy, Chmieleńska, Cicha, Gdyńskich Kosynierów, Klasztorna, Kochanowskiego, Konopnickiej, Kwiatowa, 11 Listopada, Łąkowa, 3 Maja, Majkowskiego, Mickiewicza, Mściwoja, Nowe Osiedle, Obrońców Poczty Polskiej, os. XX-lecia, Plac św. Brunona, Podgórna, Prokowska, Prusa, Przy Rzeźni, Reja, Sambora, Sienkiewicza, Słoneczna, Słowackiego, Bohaterów Westerplatte i Wzgórze Wolności) oraz wierni mieszkający we wsiach: Kosy i Łapalice.